# Március 15.
Március 15. az év 74. (szökőévben 75.) napja a Gergely-naptár szerint. Az évből még 291 nap van hátra.
Névnapok: Kristóf + Elektra, Keled, Kelemen, Kelemér, Kelen, Krisztofer, Ludovika, Lujza, Lukrécia, Perenna, Sudár, Sudárka, Zakária, Zakariás.
Az ókori római naptárban ismert volt még március idusa néven is. Magyarországon munkaszüneti nap, az 1848–49-es forradalom és szabadságharc kezdetének, a modern parlamentáris Magyarország megszületésének napja. 1990 óta a magyar sajtó napja is.

## Események

### Politikai események
- I. e. 44 – Rómában megölik Julius Caesart (ez az esemény a Juliánus- és nem a Gergely-naptár szerinti márc. 15-én történt)
- 933 – Madarász Henrik német király a merseburgi csatában legyőzi a magyarokat.
- 1655 – Wesselényi Ferencet a pozsonyi országgyűlésen nádorrá választják.
- 1820 – Maine, miután kivált Massachusetts államból, ezen a napon az USA 23. tagállamává válik.
- 1847 – Megalakul az Ellenzéki Párt, melynek első elnökévé Batthyány Lajost választják.
- 1848 – Az 1848-as forradalom kezdete, a márciusi ifjak vezetésével kokárdás tüntetések Pesten. Nemzeti ünnep
- 1849 – Az 1848-as forradalom 1. évfordulójára Bem József altábornagy kiűzi az ellenséget Erdélyből.
- 1860 – Nagyszabású tüntetés Budapesten a Habsburg önkényuralom ellen. A katonaság a tüntetők közé lövet. Halálos lövés éri Forinyák Géza jogászhallgatót.
- 1920 – Horthy Miklós döntése alapján Simonyi-Semadam Sándor alakít kormányt Magyarországon.
- 1939 – Német csapatok vonulnak be Prágába. Létrejön a Cseh–Morva Protektorátus.
- 1942 – Háborúellenes tüntetés Budapesten a Magyar Történelmi Emlékbizottság szervezésében. A magyar parasztság nevében a kisgazdapárti Bajcsy-Zsilinszky Endre és a parasztpárti Kovács Imre közösen megkoszorúzzák a Petőfi-szobrot.[2]
- 1944 – Az Amerikai Egyesült Államok Légiereje lebombázza Cassino városát. Megindul a harmadik offenzíva Monte Cassinóért.
- 1948 – Az 1848-as forradalom 100. évfordulója alkalmából első alkalommal adják át a Kossuth-díjakat. (1948-ban az első díjakat március 14-én adták át.[3])
- 1955 – A budapesti Honvéd Akadémia nevét Bata István honvédelmi miniszter előterjesztésére Zrínyi Miklós Katonai Akadémiára változtatják.
- 1956 – A Zrínyi Miklós Katonai Akadémia kertjében felavatják Zrínyi Miklós szobrát (Barba Péter művét).
- 1971 – Feloszlatott spontán megemlékezés a Petőfi-szobornál Budapesten. (A megemlékezés eredményeként megkezdődnek a bírósági felelősségre vonások. Ekkor ítélik egy év fegyházra Katona Kálmán későbbi közlekedési és hírközlési minisztert.)[4]
- 1972 – Budapesten több száz fő tüntet a függetlenségért – a rendőrség szétveri a tüntetést.
- 1986 – A „lánchídi csata” Budapesten: A Petőfi térről indulva több ezer fiatal tüntet a Belvárosban és a Batthyány-örökmécsesnél. A rendőrség erőszakkal lép fel, több személyt elfognak, előállítanak.
- 2008
  - Gyurcsány Ferenc kormányfő beszéde idején heves összecsapások zajlanak Budapesten a rendőrség és a Művészetek Palotája felé igyekvő 1000–1500 főnyi tüntető között.
  - A tibeti emigráns kormány közzéteszi, hogy az lhászai függetlenségi tüntetésnek 80 halálos áldozata és több mint hetven sebesültje van, a kínai hivatalos hírügynökség szerint tizen haltak meg.
  - A kínai parlament újabb öt évre választja meg államfőnek Hu Csin-taót, kormányfőnek Ven Csia-paót.
- 2016 – Ferenc pápa bejelenti, hogy 2016. szeptember 4-én szentté avatják Teréz anyát.[5]
- 2018
  - Négy nagy nyugati nagyhatalom közös nyilatkozatban bejelenti, hogy Európában a II. világháború óta most első ízben használtak támadó céllal idegmérget. A Szergej Szkripal és lánya elleni 2018. március 4-ei londoni merényletben használt Novicsok nevű orosz fejlesztésű idegméregről van szó.[6]
  - Lemond Robert Fico szlovák miniszterelnök.
- 2024 – Magyar Péter 50–100 000 fős zászlóbontást tart az Andrássy úton, ahol kihirdeti 12 pontos követelését, és bejelenti centrista pártjának megalakulását.

### Tudományos és gazdasági események
- 1972 – A NASA bejelenti az űrsikló létrehozásának részleteit.
- 1985 – Bejegyzik a világ első internetes domain-nevét (symbolics.com).

### Sportesemények
- 1892 – John Houlding megalapítja a Liverpool FC-t, akkori nevén Everton Football Clubot.

Formula–1
- 1981 –  amerikai nagydíj – Nyugat, Long Beach – Győztes: Alan Jones  (Williams Ford)
- 2015 –  ausztrál nagydíj, Melbourne – Győztes: Lewis Hamilton  (Mercedes)

### Egyéb események
- 1906 - elindult Budapesten magyar nők kezdeményezésére, élükön a magyar társadalom első asszonyaival a Tulipánkert-mozgalom, ami egy hónapon belül országos Tulipánkert Szövetséggé fejlődött, a magyar ipar védelmére.[7][8]
- 1986 - Szingapúrban álló népszerű Hotel New World délelőtt 11 óra 25 perckor minden előjel nélkül összeomlott, és a benn tartózkodókat maga alá temette. A mentőalkulatok egy közeli gyorsvasút-építkezés brit és új-zélandi mérnökei szakmai irányításával azonnal munkához láttak, de 33 emberen már nem tudtak segíteni.

## Születések
- 270 – Szent Miklós püspök, katolikus és görögkeleti szent († 345/352)
- 1492 – Anne de Montmorency francia herceg, I. Ferenc és II. Henrik francia királyok hadvezére, a katolikus párt egyik feje a vallásháborúkban († 1567)
- 1767 – Kassai József magyar nyelvtudós, szótárszerkesztő, az MTA levelező tagja († 1842)
- 1815 – Makray László magyar honvédtiszt, országgyűlési képviselő († 1876)
- 1821 – Johann Josef Loschmidt osztrák kémikus, fizikus, az Avogadro-szám állandó értékét ő számolta elsőként († 1895)
- 1833 – Fejérváry Géza politikus, magyar miniszterelnök († 1914)
- 1854 – Emil von Behring német bakteriológus, őt tekintik az immunológia megalapítójának; ő kapta 1901-ben az első orvosi-élettani Nobel-díjat († 1917)
- 1873 – Kováts Ferenc magyar közgazdász, gazdaságtörténész, az MTA tagja († 1956)
- 1874 – Kenéz Béla magyar statisztikus, közgazdász, az MTA tagja, 1931–1932-ben kereskedelemügyi miniszter († 1946)
- 1880 – Rápolthy Lajos magyar szobrász és éremművész († 1954)
- 1881 – Börtsök Samu magyar festőművész († 1931)
- 1883 – Egry József magyar festőművész († 1951)
- 1894 – Aba-Novák Vilmos magyar festőművész († 1941)
- 1897 – Nagy Lajos magyar régész, művészettörténész, muzeológus, az MTA tagja († 1946)
- 1897 – Winter Ernő magyar vegyészmérnök, Kossuth-díjas kutató, feltaláló, az MTA tagja († 1971)
- 1907 – Haraszty Árpád magyar botanikus, egyetemi tanár, a biológiai tudományok kandidátusa († 1987)
- 1911 – Donászy Magda magyar író, költő († 1988)
- 1911 – Wilhelm Mohnke német SS-vezérőrnagy, a berlini csatában a Birodalmi Kancellária védőinek parancsnoka († 2001)
- 1913 – Jack Fairman (John Eric George Fairman) brit autóversenyző († 2002)
- 1913 – Ramón Gabilondo spanyol labdarúgó († 2004)
- 1913 – Solti Bertalan Kossuth-díjas magyar színművész, színházigazgató († 1984)
- 1915 – Gyulányi Eugénia magyar színésznő († 2018)
- 1918 – Marvin Burke amerikai autóversenyző († 1994)
- 1920 – Edward Donnall Thomas amerikai orvos, rákkutató, 1990-ben a csontvelő-átültetés kifejlesztéséért Nobel-díjat kapott († 2012)
- 1926 – Kun Vilmos Jászai Mari-díjas magyar színész, érdemes művész († 2015)
- 1927 – Al Herman (Gerald Herman) amerikai autóversenyző († 1960)
- 1927 – Mednyánszky Ági magyar színésznő, a Budapesti Operettszínház örökös tagja († 2015)
- 1929 – Péter Gizi magyar színésznő, a Pécsi Nemzeti Színház örökös tagja († 2008)
- 1930 – Tanai Bella magyar színésznő († 2017)
- 1930 – Vértes Éva Rózsa Ferenc-díjas és Aranytoll díjas magyar újságíró, a Magyar Rádió New York-i tudósítója († 1998)
- 1933 – Philippe de Broca francia filmrendező († 2004)
- 1939 – Jean-Louis Lafosse (Jean Louis Gabriel Lafosse) francia autóversenyző († 1981)
- 1939 – Pap Éva Jászai Mari-díjas magyar színésznő († 2023)
- 1943 – David Cronenberg kanadai filmrendező
- 1952 – Tarnai Katalin magyar televíziós bemondó, szerkesztő, riporter, műsorvezető
- 1953 – Angster Erzsébet magyar informatikus, főiskolai docens
- 1953 – Dávid Sándor magyar színész, énekes
- 1955 – Andrejcsik István magyar operaénekes, énektanár
- 1960 – Zoltán Gábor magyar író, rendező, szerkesztő
- 1962 – Sananda Francesco Maitreya szül: Terence Trent Howard (Terence Trent D'Arby néven ismert amerikai énekes, dalszövegíró
- 1969 – Elvir Laković Laka bosznai-hercegovinai énekes, dalszövegíró
- 1969 – Kim Raver (Kimberly Jayne Raver) amerikai színésznő.
- 1971 – Zdeslav Vrdoljak horvát vízilabdázó
- 1971 – Jason Wilcox angol válogatott labdarúgó, edző, cselgáncsozó
- 1972 – Mark Hoppus amerikai zenész (+44 és blink-182)
- 1972 – Fonyó Barbara magyar énekesnő (szoprán), színésznő
- 1972 – Christopher Williams jamaicai atléta
- 1973 - Fejes Tamás magyar zenész
- 1974 – Dmitrij Szautyin orosz műugró
- 1974 – Tege Antal magyar színész, rendező
- 1975 – Eva Longoria Parker amerikai színésznő
- 1977 – Járó Zsuzsa magyar színésznő
- 1978 – Csondor Kata magyar színésznő, szinkronszínész, énekes
- 1980 – Alekszandr Rjazancev orosz jégkorongozó
- 1981 – Hajnal Tamás magyar válogatott labdarúgó
- 1983 – Florencia Bertotti argentin színésznő
- 1983 – Kerényi Miklós Máté magyar színész, énekes (musical, operett)
- 1985 – Kellan Lutz amerikai modell és színész
- 1986 – Carlos Rivera mexikói énekes
- 1993 – Paul Pogba francia labdarúgó

## Halálozások
- I. e. 44 – Julius Caesar (* I. e. 100)
- 493 – Odoaker germán törzsfő, Itália királya (* 430 körül)
- 1536 – Pargali Ibrahim oszmán nagyvezír I. Szulejmán uralkodása alatt (* 1493)
- 1831 – Varga István magyar teológus (* 1776)
- 1842 – Kassai József magyar nyelvtudós, szótárszerkesztő, az MTA levelező tagja (* 1767)
- 1842 – Luigi Cherubini itáliai születésű zeneszerző (* 1760)
- 1856 – Hatvani Imre ügyvéd, az 1848-49-es szabadságharc egyik őrnagya (* 1818)
- 1900 – Elwin Bruno Christoffel német matematikus (* 1829)
- 1905 – Meszlényi Gyula szatmári püspök (* 1832)
- 1937 – Némethy Géza klasszika-filológus, irodalomtörténész, az MTA tagja (* 1865)
- 1937 – Howard Phillips Lovecraft, amerikai író (* 1890)
- 1938 – Genrih Grigorjevics Jagoda orosz bolsevik forradalmár, szovjet belügyi népbiztos (* 1891)
- 1938 – Nyikolaj Ivanovics Buharin orosz bolsevik forradalmár, szovjet politikus, közgazdász(* 1888)
- 1945 – Grün Albert magyar rabbi és sémi filológus (* 1906)
- 1962 – Mulúd Feraún francia nyelven alkotó algériai berber író (* 1913)
- 1965 – Kniezsa István nyelvtörténész, szlavista, a magyar névtani kutatások megújítója, az MTA tagja (* 1898)
- 1969 – Auszmann György magyarországi német származású gazdálkodó, kommunista országgyűlési képviselő (* 1894)
- 1981 – René Clair francia filmrendező (* 1898)
- 1992 – Darvas Magda magyar színésznő (* 1922)
- 1996 – Somos András kertészmérnök, a fóliasátras zöldségtermesztés magyarországi meghonosítója, az MTA tagja (* 1911)
- 1997 – Victor Vasarely (születési nevén Vásárhelyi Győző) magyar-francia festő, az op-art jelentős képviselője (* 1906)
- 1998 – Benjamin Spock amerikai gyermekorvos, szakíró (* 1903)
- 2000 – ifj. Latabár Kálmán Jászai Mari-díjas magyar színész (* 1938)
- 2001 – Obersovszky Gyula magyar író, az 1956-os forradalom szereplője (* 1927)
- 2006 – George Mackey amerikai matematikus (* 1916)
- 2014 – Takács Tibor magyar költő (* 1927)
- 2021 – Dinnyés József magyar zeneszerző, előadóművész, „daltulajdonos” (* 1948)
- 2023 – Graf Zoltán állatorvos (* 1941)

## Nemzeti ünnepek, emléknapok, világnapok
- Az 1848–49-es forradalom és szabadságharc kezdetének, a modern parlamentáris Magyarország megszületésének napja, Magyarország nemzeti ünnepe. Időnként március idusaként is emlegetik e napot.
- A magyar sajtó napja
- A József Attila-díj átadásának napja 1990-től
- A Kossuth-díj átadásának napja 1948-tól
- Fogyasztóvédelmi világnap 1983 óta
- Nemzetközi fókavadászat ellenes nap 2005-től